# Лізьє
Лізьє́ (фр. Lisieux) — місто та муніципалітет у Франції, у регіоні Нормандія, департамент Кальвадос. Населення — 19 807 осіб (01.01.2021).
Муніципалітет розташований на відстані близько 160 км на захід від Парижа, 45 км на схід від Кана.

## Історія
До 2015 року муніципалітет перебував у складі регіону Нижня Нормандія. Від 1 січня 2016 року належить до нового об'єднаного регіону Нормандія.

## Демографія
Динаміка населення (base Cassini de l'EHESS pour les nombres retenus jusqu'en 1962, base Insee à partir de 1968 (population sans doubles comptes puis population municipale à partir de 2006) ·  ):
Розподіл населення за віком та статтю (2006):
| Стать | Всього | До 15 років | 15-24 | 25-44 | 45-64 | 65-85 | Понад 85 |
| --- | ------ | ----------- | ----- | ----- | ----- | ----- | -------- |
| Чоловіки | 10 493 | 2141        | 1591  | 2758  | 2377  | 1464  | 162      |
| Жінки | 12 827 | 2079        | 1753  | 2926  | 2893  | 2659  | 517      |
| \| Статево-вікова піраміда \| Статево-вікова піраміда \| Статево-вікова піраміда \| \| ----------------------- \| ----------------------- \| ----------------------- \| \| Чоловіки \| Вік \| Жінки \| \| 162 \| 85 + \| 517 \| \| 298 \| 80-84 \| 697 \| \| 430 \| 75-79 \| 797 \| \| 349 \| 70-74 \| 652 \| \| 387 \| 65-69 \| 513 \| \| 439 \| 60-64 \| 563 \| \| 621 \| 55-59 \| 792 \| \| 747 \| 50-54 \| 800 \| \| 570 \| 45-49 \| 738 \| \| 660 \| 40-44 \| 759 \| \| 659 \| 35-39 \| 705 \| \| 686 \| 30-34 \| 700 \| \| 753 \| 25-29 \| 762 \| \| 795 \| 20-24 \| 960 \| \| 796 \| 15-20 \| 793 \| \| 654 \| 10-14 \| 654 \| \| 651 \| 5-9 \| 719 \| \| 836 \| 0-4 \| 706 \| |        |             |       |       |       |       |          |
| Статево-вікова піраміда |        |             |       |       |       |       |          |
| Чоловіки | Вік    | Жінки       |       |       |       |       |          |
| 162 | 85 +   | 517         |       |       |       |       |          |
| 298 | 80-84  | 697         |       |       |       |       |          |
| 430 | 75-79  | 797         |       |       |       |       |          |
| 349 | 70-74  | 652         |       |       |       |       |          |
| 387 | 65-69  | 513         |       |       |       |       |          |
| 439 | 60-64  | 563         |       |       |       |       |          |
| 621 | 55-59  | 792         |       |       |       |       |          |
| 747 | 50-54  | 800         |       |       |       |       |          |
| 570 | 45-49  | 738         |       |       |       |       |          |
| 660 | 40-44  | 759         |       |       |       |       |          |
| 659 | 35-39  | 705         |       |       |       |       |          |
| 686 | 30-34  | 700         |       |       |       |       |          |
| 753 | 25-29  | 762         |       |       |       |       |          |
| 795 | 20-24  | 960         |       |       |       |       |          |
| 796 | 15-20  | 793         |       |       |       |       |          |
| 654 | 10-14  | 654         |       |       |       |       |          |
| 651 | 5-9    | 719         |       |       |       |       |          |
| 836 | 0-4    | 706         |       |       |       |       |          |

## Економіка
2010 року серед 13 506 осіб працездатного віку (15—64 років) 9430 були активними, 4076 — неактивними (показник активності 69,8%, у 1999 році було 69,9%). З 9430 активних мешканців працювало 7614 осіб (3877 чоловіків та 3737 жінок), безробітними було 1816 (904 чоловіки та 912 жінок). Серед 4076 неактивних 1381 особа була учнем чи студентом, 1244 — пенсіонерами, 1451 була неактивною з інших причин.

У 2010 році в муніципалітеті числилось 10345 оподаткованих домогосподарств, у яких проживали 20855,0 особи, медіана доходів виносила 14 887 євро на одного особоспоживача

## Уродженці
- Робер Аккар (*1897 — †1971) — французький футболіст, півзахисник.

## Відомі особистості
В поселенні народився:
- Рене Муано (1887—1948) — один із французьких піонерів авіації
- Мішель Мань (1930—1984) — французький композитор.

## Галерея зображень

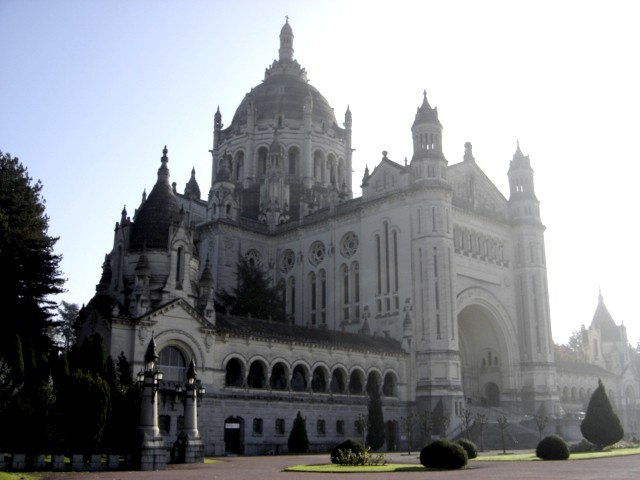
Вид на базіліку вранці
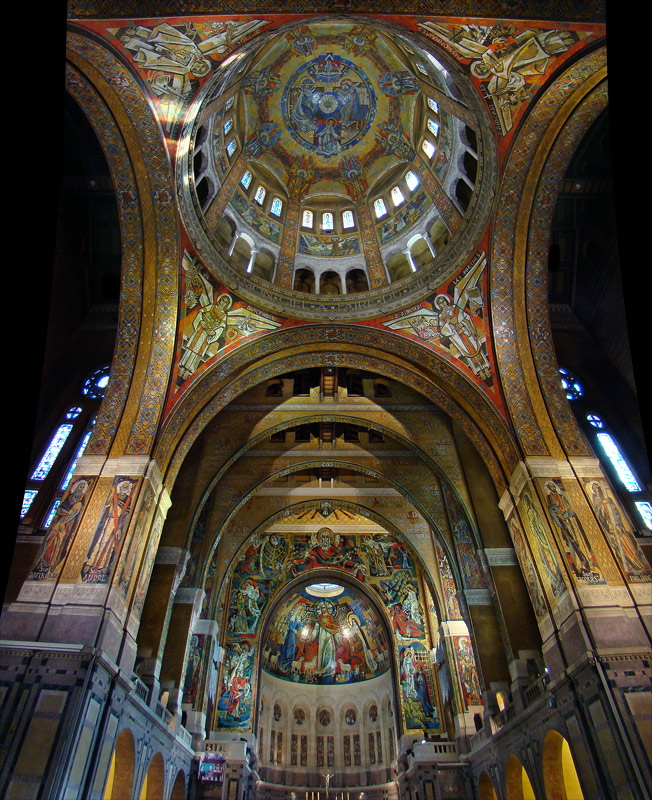
Внутрішній вигляд
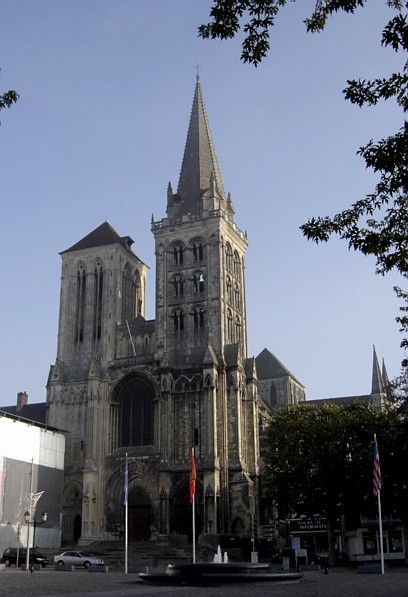
Головний фасад кафедрального собору
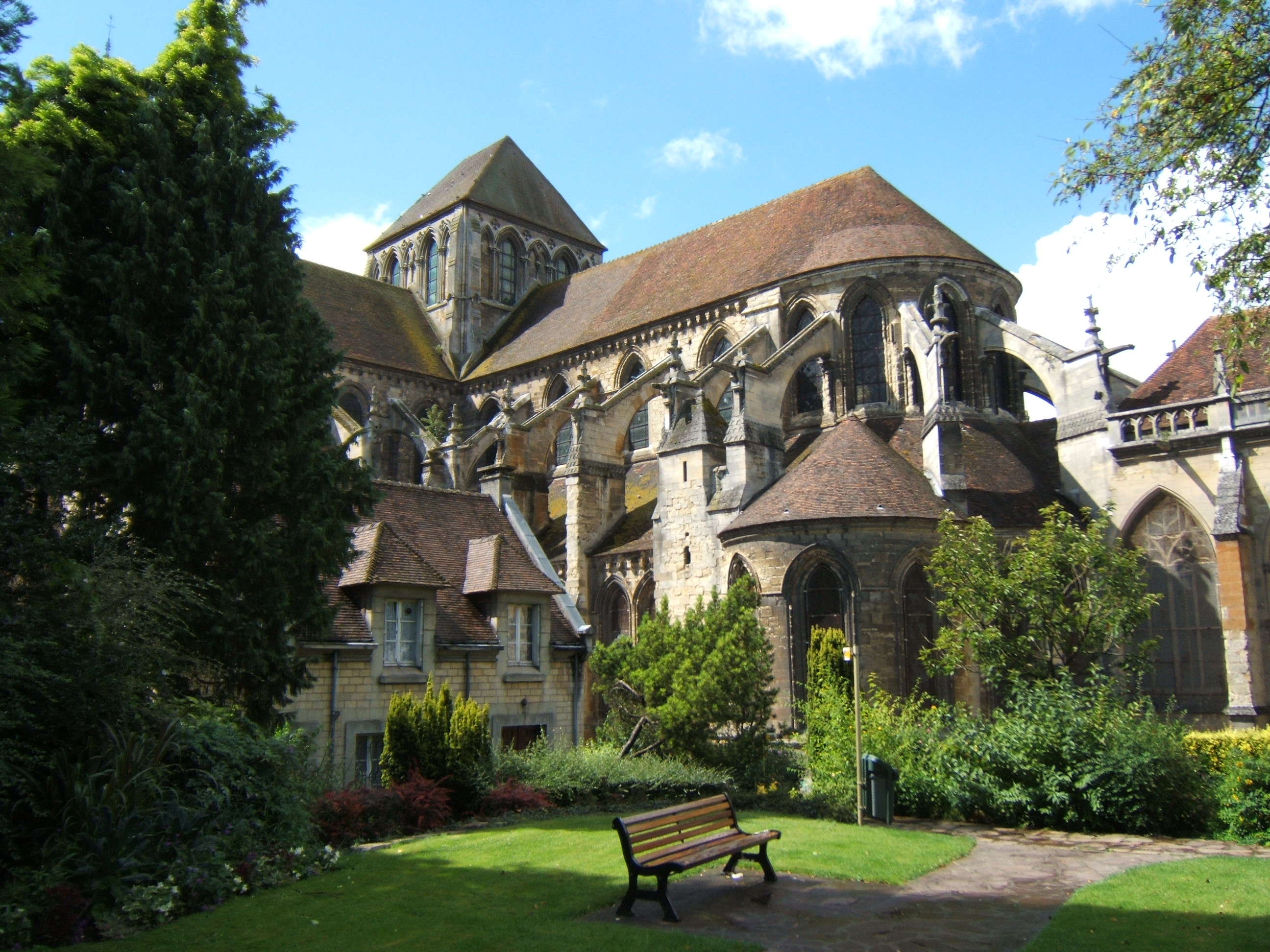
Дворик кафедрального собору